# Prekinjen prilet
Prekinjen prilet (ang. missed approach) je procedura, ko letalo, ki leti instrumentalni pristanek ne more izvesti pristanka in  namesto tega izvede go-around - odletno proceduro. Letalo se lahko vrne za ponoven pristanek ali pa odleti na alternacijo. Pilot lahko dobi navodila za odlet od kontrolorja ali pa izvede odlet, ki je predpisan na karti. 
Razlogov za prekinjen prilet je lahko več: npr. vozilo ali drugo letalo na stezi, slabi vremenski pogoji, odstopanje po smeri ali višini pri priletu ali pa po zahtevi kontrolorja. 
Termina go-around in prekinjen prilet sta si precej podobna. Slednji se nanaša na letenje po IFR pravilih in opisuje odletno proceduro, medtem ko se go-around izvaja tudi v VFR pogojih.